# Staré Město (Liberec)
Staré Město – część miasta Liberec. Znajduje się bezpośrednio przy samym centrum miasta. Zarejestrowanych jest tutaj 1355 adresów i mieszka na stałe ponad 8000 osób.